# Paramylon

Schéma représentant une euglène. Légende : 1 - noyau, 2 - chloroplastes, 3 - granules de paramylon, 4 - vacuole contractile, 5 -, 6 - réservoir, 7 - flagelle court, 8 - photorécepteur, 9 - tache oculaire, 10 - flagelle long.

Le paramylon est un polyoside de réserve spécifique des Euglenophyta. C'est un polymère de glucose, liés par des liaisons β1→3, qui n'est pas colorable par l'iode comme l'amidon. Dans le cytoplasme de ces Eucaryotes unicellulaires, il est souvent présent dans le cytoplasme sous forme de globules de réserve appelés paramylies, de forme caractéristique de l'espèce. Ce polysaccharide est voisin de la laminarine des Algues brunes.